# Hermi Ambros
Hermi Ambros (* 7. Juli 1927 in Dresden; † 12. September 2020 ebenda) war eine deutsche Opernsängerin.

## Leben und Werk
Hermi Ambros absolvierte eine Lehre als Schneiderin. 1945 erlebte sie die Luftangriffe auf Dresden. Sie arbeitete nach dem Ende des Zweiten Weltkriegs als Theaterschneiderin an der Staatsoper Dresden und erwarb 1951 den Meistertitel. Neben ihrer beruflichen Tätigkeit nahm sie als seine erste Schülerin privaten Gesangsunterricht bei Johannes Kempter. 1954 wurde sie in das Opernstudio Dresden und 1957 in das Ensemble der Staatsoper aufgenommen, dem sie dann über 33 Jahre angehörte. Sie sang anfangs im Soubrettenfach Partien wie Ännchen, Zerlina, Papagena und Gretel und später lyrische und jugendliche Partien wie Eurydike, Cherubino, Liu in Turandot und Butterfly. 1964 wurde sie zur Kammersängerin ernannt. Neben ihrer künstlerischen Tätigkeit unterrichtete sie junge Sängerinnen und Sänger, u. a. von 1984 bis etwa 2000 an der Kirchenmusikschule Dresden. Danach und nach dem tragischen frühen Tod ihres Mannes lebte Hermi Ambros in Dresden in Zurückgezogenheit.
Sie wurde im Urnenhain Tolkewitz bestattet.

## Ehrungen (unvollständig)
- 1960 Erich-Weinert-Medaille[2]
- Ehrenmitglied des Ensembles der Staatsoper Dresden

## Weblink
- Hermi Ambros. In: Hochschule für Kirchenmusik Dresden, 17. September 2020